# Хібакуся

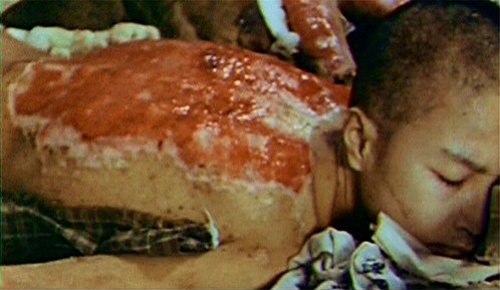
Фотографія опіків спини Сумітеру Танігуті, зроблена в січні 1946 року фотографом морської піхоти США.

Хібакуся (яп. 被爆者) — жертви атомних бомбардувань Хіросіми і Нагасакі. Хібакуся перекладається з японської як «люди, що зазнали впливу вибуху». За даними на 31 березня 2014 року, в живих числилось 192 719 хібакуся (переважно проживали в Японії). З них 1 %, за даними уряду Японії, мали серйозні онкологічні захворювання, викликані радіаційним опроміненням після бомбардувань. Кількість померлих за станом на 31 серпня 2013 становило близько 450 тисяч: 286 818 в Хіросімі і 162 083 у Нагасакі.
Згідно із законом до хібакуся відносяться люди, що:
- перебували під час вибуху в радіусі кількох кілометрів від епіцентру;
- перебували менш ніж у двох кілометрах від епіцентру протягом двох тижнів після вибуху;
- зазнали впливу радіоактивних опадів;
- діти, народжені жінками, які під час вагітності потрапили в будь-яку з перерахованих вище категорій.

Японський уряд підтримує постраждалих від атомних бомбардувань, виплачуючи їм щомісячну допомогу і надаючи медичну допомогу. Проте вони самі і їхні діти стикаються з серйозними труднощами в повсякденному житті: їх воліють не приймати на роботу, з ними уникають вступати в шлюб, так як існує ризик народження дітей з відхиленнями від норми.